# Klevetind
Klevetind (norwegisch für Kammerspitze) ist ein 2910 m hoher Berg im ostantarktischen Königin-Maud-Land. In den Filchnerbergen der Orvinfjella ragt er südlich des Klevekampen auf. 
Norwegische Kartographen, die ihn auch benannten, kartierten ihn anhand von Vermessungen und Luftaufnahmen der Dritten Norwegischen Antarktisexpedition (1956–1960).